# Georg Majoris
Georg Majoris (* um 1440 in St. Niklaus; † 19. März 1506) war ein Walliser Notar und Politiker. Er war seinerzeit einer der mächtigsten Männer des Oberwallis.

## Familie
1394 ist Niklaus Anton Venetz Meier von St. Niklaus, der von der Familie de Chouson beerbt wurde. Das Amt blieb bis im Jahre 1544 in der Familie Venetz, die sich bald ihres Amtes wegen Majoris nannte. Der bekannteste Majoris war Georg, der 1485 mit seinen Verwandten dem Bischof von Sitten, Jost von Silenen den Lehenseid für das Meiertum von St. Niklaus leistete.
Sein Vater Johannes Majoris war ein reicher und angesehener St. Niklauser, der zeitweise in Sitten wohnte. Im Jahre 1472 baute sich Georg ein Haus in St. Niklaus. 1485 wurde er Burger von Visp. Georg Majoris hatte drei Töchter.

## Beruflicher und politischer Werdegang
Ab 1465 war Georg Majoris Notar. Seinen Beruf übte er neben seiner politischen Karriere zeitlebens bis über die Grenzen des Wallis aus.
Ab 1476 war Georg Majoris zeitweilig Sekretär bzw. Kanzler des Walliser Landrats. 1489 und 1502 wurde er Burgermeister von Visp, 1490 und 1504 Grosskastlan des Zenden Visp sowie 1493 Landvogt des Unterwallis. Zudem brachte er es in den Jahren 1494–1495 und 1499–1501 zweimal bis zum Walliser Landeshauptmann (Staatsoberhaupt). Georg Supersaxo diente ihm 1494 und 1495 als Landschreiber. Am 6. Dezember 1499 präsidierte Georg Majoris den Landrat in der Walliser Hauptstadt, der die päpstliche Ernennung des Matthäus Schiner zum Bischof von Sitten annahm. Im Jahre 1503 wurde er als Vertreter des Wallis zu einer Tagung der Eidgenossenschaft gesandt.